# Symplecta (Symplecta) horrida
Symplecta (Symplecta) horrida is een tweevleugelige uit de familie steltmuggen (Limoniidae). De soort komt voor in het Palearctisch en Nearctisch gebied.